# August Nachmanson
August Nachmanson, född 17 april 1878 i Stockholm, död där 3 november 1946, var en svensk industriman, godsägare och lantbrukslärare. Han var bror till Ernst och Joseph Nachmanson.
August Nachmanson var son till grosshandlaren Herman Nachmanson. Han var elev vid Stockholms norra latinläroverk och Östermalms allmänna läroverk 1887–1895 och därefter vid Marieborgs folkhögskola 1895–1896. Nachmanson studerade därefter vid Klagstorps lantbruksskola 1896–1898 och vid Ultuna lantbruksinstitut 1898–1900. Åren 1900–1901 var han lärare vid Klagstorps lantbruksskola och 1901–1902 skattmästare i Centrala nödhjälpskommittén för avhjälpande av nöden i Norrland. Han innehade 1903–1907 Trystorps säteri och arrenderade 1907–1911 Kåvi gård. Nachmanson var 1908–1911 delägare i W Hjelmqvist juristbyrå i Örebro, var ledamot av styrelsen för Nya Garphytte fabriksaktiebolag 1911–1913, 1912–1922 VD för Orkla Grube A/S och ledamot av styrelsen där 1912–1942. Han var även VD för Ab Emissionsinstitutet 1914–1946, ordförande i styrelsen för AB Garphytte bruk 1915–1946, kassadirektör och ledamot av styrelsen för Svenska slöjdföreningen 1916–1931, ledamot av styrelsen för AB Oskarshamns kopparverk 1917–1936, ledamot av styrelsen för AB Nordströms linbanor 1918–1946 och ordförande där från 1924, ledamot av styrelsen för AB Fiducia 1921–1928, ledamot av styrelsen för AB Henriksborgs fabriker 1921–1937, ledamot av styrelsen för Svenska oljeslageri AB 1921–1942, vice ordförande i styrelsen för AB Svenska järnvägsverkstäderna 1932–1946, ledamot av styrelsen för AB Oskarshamns varv 1932–1937, ordförande i styrelsen för AB Elektrisk malmletning 1934–1946, ordförande i styrelsen för Svensk diamantbergborrnings AB 1935–1946, ledamot av styrelsen för Baltiska olje AB 1935–1946, ledamot av styrelsen för Tambo gruv AB 1938–1940 och ordförande i styrelsen för Mineral-Invest AB 1938–1946.